# Provalija
Provalija (en serbe cyrillique : Провалија) est un village du centre-ouest du Monténégro, dans la municipalité de Šavnik.

## Démographie

### Évolution historique de la population
| 1948 | 1953 | 1961 | 1971 | 1981 | 1991 | 2003 |
| ---- | ---- | ---- | ---- | ---- | ---- | ---- |
| 236  | 232  | 187  | 160  | 115  | 38   | 35   |